# Ritratto di ragazza con berretto rosso
Il Ritratto di ragazza con berretto rosso è un dipinto a olio su pergamena applicata su tavola (30x20 cm) di Albrecht Dürer, siglato e datato 1507, e conservato nella Gemäldegalerie a Berlino.

## Storia
L'opera venne probabilmente eseguita alla fine del soggiorno veneziano dell'artista e portata poi in Germania dallo stesso autore. Nel 1573 si trova infatti citato nell'inventario di Imhof.
Alla fine del XIX secolo il dipinto fu donato da P.D. Colnaghi di Londra al Kaiser Friedrich Museum, per poi giungere nella sede attuale.

## Descrizione e stile
Si tratta di uno dei ritratti più enigmatici dell'artista, nonché uno dei pochi, a parte l'Autoritratto con pelliccia, a mostrare il soggetto frontalmente. Su uno sfondo scuro si staglia il busto dall'incarnato chiarissimo, indossante una vistosa berretta a larghe falde rigirate, di colore rosso e con una gemma con rubino e perla appesa, e un vestito di foggia femminile con ampia scollatura squadrata, rosso bordato di verde.
A dire il vero il sesso dei personaggio, un volto efebico incorniciato da riccioli biondi, non è chiaro: Panofsky vi vide un giovinetto in abiti femminili, assomigliante al protagonista del dipinto del Cristo dodicenne tra i dottori (1506). La delicatezza dei tratti somatici, la forma del collo e delle spalle farebbero però propendere per un ritratto femminile.